# 숄라 아마
숄라 아마(Shola Ama, 1979년 3월 8일 ~ )는 영국의 싱어송라이터이다. 스코틀랜드-오스트리아 혈통을 가진 아버지와 세인트루시아-도미니카 연방 혈통을 가진 어머니 사이에서 태어났다.

## 음반 목록
- Much Love (1997)
- In Return (1999)
- Supersonic (2002)
- Surreal (2015)